# United States Trade and Development Agency
A U.S. Trade and Development Agency (USTDA), localizada no Condado de Arlington, Virginia, é uma agência independente de apoio ao estado americano, autorizada pela seção 661 do Foreign Assistance Act de 1961. A agência foi estabelecida como uma demanda para os Estados Unidos e países parceiros economicamente.